# BBC Earth
BBC Earth – kanał telewizyjny należący do BBC Studios. Stacja emituje programy o tematyce popularnonaukowej, emitujący głównie brytyjskie programy dokumentalne, naukowe, przyrodnicze i historyczne.

## Historia

### Nadawanie
Kanał został uruchomiony 1 lutego 2015 roku, zastępując nadawany od 2007 roku kanał BBC Knowledge. Polska jest pierwszym krajem, w którym pojawiła się marka. Program nadawany jest w polskiej i angielskiej wersji językowej. Stacja oferuje kilka pasm tematycznych, w których nadawane są pasujące do tematu bloku programy. Od 15 października 2015 w przekazie satelitarnym stacja jest dostępna tylko w jakości HDTV.
14 września 2023 roku kanał zmienił logotyp oraz oprawę wizualną.

### Logo
| Grafika | Opis | Okres używania |
| ------- | --- | -------------- |
|         | wyrównane do lewej strony, napisane czcionką Gill Sans słowo earth umieszczony pod logotypem BBC z lat 1997–2021; białe, rzadziej czarne; często na tle zielono-turkusowego gradientu   | 2015–2023      |
|         | wyśrodkowany, napisany czcionką Reith wyraz EARTH umieszczony pod logotypem BBC obowiązującym od 2021 roku; czasem występuje na tle zielonego koła; kolor napisu bywa biały bądź czarny | 2023–          |